# Tivoli (Meuse)
Tivoli is een lieu-dit in in de Frans gemeente Montmédy in het departement Meuse in de regio Grand Est. Tivoli ligt op de plek waar de E44 tussen Charleville-Mézières en Luxemburg een scherpe bocht maakt om het gelijknamige plateau en kijkt uit over de plaats Montmédy.
Voorheen heette het gehucht Les Folies; het weggetje waar de meeste woningen van de buurtschap aan gelegen zijn, heet nog altijd Rue des Folies. Les Folies is genoemd naar de tuintjes en buitenhuisjes die er in de achttiende en negentiende eeuw zijn gebouwd door welgestelde inwoners van het nabijgelegen Montmédy. In het Nederlands zou 'folie' kunnen worden vertaald met een lusthof. Al komt het ook in het Nederlands bekende Engelse begrip folly qua betekenis beter in de buurt.
Tegenwoordig bestaat Tivoli nog altijd voor een groot gedeelte uit ommuurde privétuinen, buitenhuisjes en een enkel landhuis. Sinds de jaren 80 van de twintigste eeuw zijn her en der wat woonhuizen gebouwd. Belangrijkste bezienswaardigheid is het beeld van La Vierge de Tivoli.

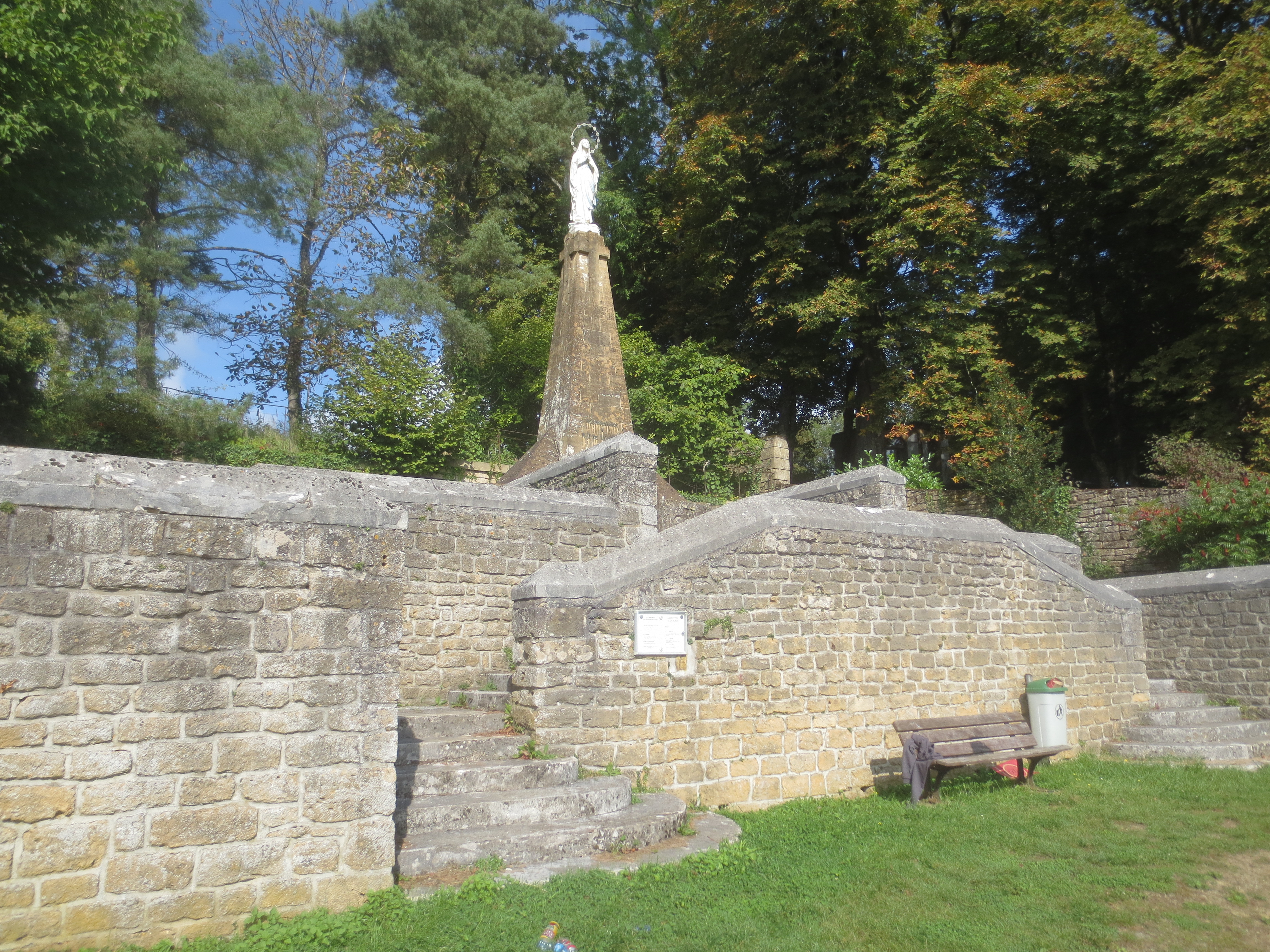
Het beeld van de Heilige Maagd Maria in Tivoli

Montmédy · Montmédy-Haut · Fresnois · Iré-les-Près · Tivoli